# سوزوکی ایکس‌ال-۷
سوزوکی ایکس‌ال۷ (Suzuki XL۷) خودرویی است که در سال‌های ۱۹۹۸–۲۰۰۹تولید شده‌است. است. سیستم جعبه‌دندهٔ آن ۵ دنده به صورت خودکار است.